# Шелестюк Діана Володимирівна
Діа́на Володи́мирівна Шелестю́к (нар. 17 березня 1997) — українська стрибунка в воду, проживає у місті Миколаїв, Корабельний район.
Спортом займається з шести років, першу спортивну нагороду виборола 2005-го. Закінчила Миколаївську ЗОШ № 54.
Навчається в Миколаївському національному університеті імені  В. О. Сухомлинського.

## Спортивні досягнення
- чемпіонка Європи 2012 року зі стибків у воду з 1-метрового трампліна в Австрії;
- здобула срібну нагороду на чемпіонаті Європи в Польщі, 2013 року, в синхронних стрибках з 3-метрового трампіна, разом з Анною Красношлик;
- здобула бронзову нагороду на чемпіонаті Європи в Італії, 2014 року, в синхронних стрибках з 3-метрового трампіна, разом з Анною Красношлик;
- у фіналі змагань зі стрибків у воду з метрового трампліну серед жінок на Європейських іграх (Баку) здобула бронзову медаль;
- на Європейських іграх у Баку в синхронних стрибках з 3-метрового трампліну здобула срібну нагороду разом з Маргаритою Джусовою;
- на етапі Гран-прі FINA-2020 у Мадриді в парі з Оленою Федоровою в синхронних стрибках з 3-метрового трампліну здобула бронзу.[1]